# Аромас (Калифорнија)
Аромас (енгл. Aromas) насељено је место без административног статуса у америчкој савезној држави Калифорнија.

## Демографија
По попису из 2010. године број становника је 2.650, што је 147 (-5,3%) становника мање него 2000. године.
| Група             | 2000.         | 2010.         |
| Белци             | 1.956 (69,9%) | 1.565 (59,1%) |
| Афроамериканци    | 5 (0,2%)      | 16 (0,6%)     |
| Азијати           | 73 (2,6%)     | 49 (1,8%)     |
| Хиспаноамериканци | 641 (22,9%)   | 924 (34,9%)   |
| Укупно            | 2.797         | 2.650         |